# Wolfenstein: The Old Blood
Wolfenstein: The Old Blood é um jogo eletrônico de tiro em primeira pessoa desenvolvido pela MachineGames e publicado pela Bethesda Softworks. Foi lançado para Microsoft Windows, PlayStation 4 e Xbox One em 5 de maio de 2015. É um título da série Wolfenstein, uma prequela e expansão autônoma de Wolfenstein: The New Order de 2014, se passando na Alemanha em 1946 em uma história alternativa em que a Alemanha Nazista está prestes a vencer a Segunda Guerra Mundial. A narrativa segue o soltado norte-americano B.J. Blazkowicz e seus esforços para localizar uma instalação secreta de pesquisa nazista.
O jogo é jogado a partir de uma perspectiva em primeira pessoa e a maioria de seus níveis são navegados a pé. A história é dividida em vários capítulos, que os jogadores completam linearmente para poderem progredirem. Há uma grande variedade de armas disponíveis, incluindo pistolas, espingardas e explosivos. Um sistema de cobertura também está presente, em que o jogador pode se inclinar para atirar em inimigos ou observar seus arredores. Modos adicionais também estão disponíveis na forma de arenas de desafios e níveis de pesadelos, este último permitindo que o jogador jogue níveis de Wolfenstein 3D.
O desenvolvimento de The Old Blood veio quando a MachineGames decidiu unir seus planos de vários conteúdos para download para The New Order em uma única expansão autônoma. A decisão de fazê-lo uma prequela foi tomada para que jogadores pudessem aproveitá-la sem a necessidade de jogar os títulos anteriores. O jogo teve uma recepção relativamente positiva, com elogios direcionados para o bom equilíbrio entre ação e furtividade de sua jogabilidade e para suas locações, porém recebeu críticas por sua história, que muitos avaliadores acharam que foi um retrocesso em relação a The New Order.

## Jogabilidade

A jogabilidade de Wolfenstein: The Old Blood. O personagem empunha uma das armas disponíveis enquanto o HUD mostra a vitalidade do personagem, a quantidade de munição disponível e o objetivo atual.

A jogabilidade de Wolfenstein: The Old Blood é bem similar a aquela de Wolfenstein: The New Order. É um jogo eletrônico de tiro em primeira pessoa dividido em oito capítulos. O jogador enfrenta uma variedade de inimigos nos ambientes e tem a disposição armas como espingardas, rifles, pistolas e explosivos, além de um cano que pode ser usado como arma branca ou um dispositivo para escalar certas superfícies. Há certos ambientes do jogo em que é possível navegar usando uma abordagem furtiva. O combate possui um sistema de cobertura que permite que o jogador se incline de trás de paredes ou obstáculos baixos para poder observar seus arredores, localizar inimigos e abatê-los.
Assim como em The New Order, há um sistema de "vantagens" disponível. Cada vantagem envolve o jogador completar alguma espécie de tarefa específica durante a jogabilidade, como realizar um determinado número de abates furtivos, tiros na cabeça, mortes com determinada arma, por meio de explosões, entre outras. Assim que uma vantagem é completada, o jogador recebe recompensas como maior vitalidade ou capacidade de carregar mais munição. Há também outros modos de jogo disponíveis: Arenas de Desafios e Fases de Pesadelo. A primeira é acessada no menu principal e consiste basicamente de uma arena de batalha que o jogador recebe medalhas de ouro, prata ou bronze ao final dependendo de seu desempenho. A segunda é um modo especial em que o jogador pode jogar níveis clássicos do primeiro capítulo de Wolfenstein 3D ao encontrar camas especiais espalhadas por todos os capítulos do jogo, com o objetivo sendo encontrar uma chave que abre um elevador.

## Enredo
Wolfenstein: The Old Blood se passa em 1946 de uma história alternativa, pouco antes dos eventos do prólogo de Wolfenstein: The New Order. Os agentes aliados B.J. Blazkowicz e Richard Wesley estão em uma missão infiltrada no Castelo Wolfenstein com o objetivo de obter uma pasta com a localização do oberst-gruppenführer Wilhelm "Deathshead" Strasse que está na posse da comandante do castelo, a arqueóloga nazista standartenführerin Helga von Schabbs. Os dois entram no castelo disfarçados de oficiais da Schutzstaffel, porém falham em sua missão e são capturados pelo sturmbannführer Rudi Jäger, o número dois de Schabbs e um treinador de cães sádico. Wesley é levado para ser interrogado, enquanto Blazkowicz consegue escapar de sua cela e atravessar o castelo. Ele encontra seu colega amarrado a uma cadeira elétrica, porém Jäger o eletrocuta, prende Blazkowicz na cadeira e alimenta sua cadela com os restos de Wesley. Blazkowicz consegue escapar, matando a cadela e ferindo Jäger.
Ele consegue fugir do castelo e refugia-se no vilarejo próximo de Paderborn, onde encontra-se com Ludwig Kessler, o líder local da resistência alemã, e sua assistente Annette, uma jovem judia quem Kessler está escondendo dos nazistas. A taverna onde estavam se escondendo é atacada por forças nazistas lideradas por Jäger, porém Blazkowicz consegue derrotar e matar todos. Os três fogem a bordo de barco para a cidade de Wulfburg, onde Schabbs está realizando uma escavação arqueológica para poder encontrar uma câmara secreta subterrânea que supostamente contém algum conhecimento oculto antigamente possuído pelo rei Otão I.
Blazkowicz encontra-se com a agente Pippa Shepherd, que está morando na cidade se passando por uma enfermeira, disfarçando-se de garçom e se infiltrando em uma taverna onde Schabbs e seus soldados estão hospedados. Ela descobre o disfarce e o captura, porém ele consegue escapar durante um terremoto causado pelos nazistas abrindo a câmara. A abertura da câmara libera um gás que faz com que todos que morram nas proximidades de Wulfburg voltem a vida como zumbis hostis e em chamas. Blazkowicz atravessa as ruínas da cidade, enfrentando zumbis nazistas e civis. Shepherd é morta e se transforma em uma zumbi, forçando Blazkowicz a matá-la uma segunda vez. Ele tenta encontrar Kessler e Annette, porém descobre que os dois entraram em Wulfburg à procura de Katrin, a companheira de Annette.
Annette e Kessler são separados e acabam presos em prédios opostos, com o jogador tendo que escolher qual dos dois salvar, enquanto o não-escolhido acaba morrendo nas mãos dos zumbis. Blazkowicz viaja para o local de escavação nazista, encontrando Schabbs na câmara de Otão. Eles descobrem que a fonte do gás é um ser gigante conhecido como "A Monstruosidade", uma criatura criada pelos alquimistas do rei como uma arma de guerra, porém que foi selada na câmara depois de Otão tê-la considerada uma abominação. Schabbs é morta pelo monstro e Blazkowicz em seguida consegue derrotá-lo, finalmente obtendo a pasta com a localização de Deathshead. Ele é extraído do local por seu amigo britânico Fergus Reid, com os dois embarcando para o Reino Unido com o objetivo de preparar o ataque contra Deathshead e acabar com a guerra.

## Desenvolvimento
A equipe da MachineGames originalmente planejou criar uma série de pacotes de conteúdo para download para Wolfenstein: The New Order, porém acabaram decidindo em vez disso criar um único pacote de expansão autônomo. A produção de dois conteúdos extras já estavam em andamento quando essa decisão foi tomada, assim os desenvolvedores fundiram os dois em um jogo só. Alguns membros da equipe tinham experimentado durante esse processo a criação de artes no estilo de pôsteres de cinema da década de 1960, o que resultou na inspiração de fazer The Old Blood no estilo de um filme B. A MachineGames também se inspirou em filmes como The Dirty Dozen e Where Eagles Dare. A decisão de fazer com que o título fosse uma prequela ocorreu pois a equipe queria permitir que jogadores jogassem o jogo sem a necessidade de terem jogado títulos anteriores da série. Isto também permitiu a exploração de conceitos que foram apenas mencionados em The New Order e não muito aprofundados.
Os desenvolvedores queriam dar maior foco para a jogabilidade em The Old Blood, com o produtor Jerk Gustafsson afirmando que o título "É algo que você pode simplesmente jogar e imediatamente se divertir". A equipe também tentou criar diferentes possibilidades de rotas dentro dos espaços de combate, oferecendo um equilíbrio entres as jogabilidades furtivas e de ação. O plano original era que muitos dos elementos de The New Order fossem reutilizados em The Old Blood, porém a equipe acabou alterando a maioria deles. Melhores resultados de renderização puderam ser alcançados por o jogo ter sido desenvolvido apenas para os consoles da oitava geração, além da criação de ambientes maiores e mais detalhados. The Old Blood também faz várias referências deliberadas a Return to Castle Wolfenstein.
Blazkowicz em certo momento da história encontra um grupo de nazistas cantando embriagados em uma taverna. Os movimentos dos personagens foram gravados por meio de captura de movimento, porém o diretor de áudio pediu para que as vozes fossem gravadas por membros da equipe de desenvolvimento; para que a performance fosse o mais correta possível, eles aprenderam um pouco de alemão e ficaram bêbados antes de começarem a gravar. The Old Blood possui uma trilha sonora original composta por Mick Gordon, que também trabalhou em The New Order. Gordon tocou suas composições junto com um quarteto de cordas a fim da música ter um estilo que refletia o jogo, passando algum tempo manipulando um violoncelo e um bandolim quebrados. Ele também colocou alguns itens dentro de um piano para criar um som único.
A Bethesda Softworks anunciou The Old Blood oficialmente em 4 de março de 2015 através de um trailer de anúncio. Imagens da jogabilidade do título foram exibidas na convenção da PAX East no mesmo mês. O jogo originalmente foi lançado em 5 de maio de 2015 apenas digitalmente para Microsoft Windows, PlayStation 4 e Xbox One, porém a Bethesda posteriormente confirmou o lançamento de versões físicas em 15 de maio na Europa e em 21 de julho na América do Norte. Uma edição especial contendo The New Order e The Old Blood estreou em 22 de agosto de 2017 em antecipação ao lançamento de Wolfenstein II: The New Colossus.

## Recepção
Wolfenstein: The Old Blood teve uma recepção de forma geral positiva. No site agregador de resenhas Metacritic, as versões para Microsoft Windows e PlayStation 4 têm um índice de aprovação de 76/100, baseados respectivamente em trinta e 54 críticas, enquanto a versão de Xbox One tem um índice de 75/100 a partir de 23 resenhas coletadas.
A jogabilidade foi elogiada. Marty Sliva da IGN afirmou que os combates eram satisfatórios, destacando os ambientes de batalha e o bom equilíbrio das armas, também elogiando as seções furtivas que diminuem a ação mas mantém as tenções altas. Entretanto, ele ficou decepcionado que The Old Blood não corrigiu alguns problemas de The New Order, principalmente a repetitividade de ficar coletando itens de vida, armadura e munição. Andi Hamilton da GamesRadar também elogiou os segmentos de ação e furtivos, comentando que existia um bom equilíbrio entre ambos e que os níveis eram muito bem projetados. Matt Bertz da Game Informer escreveu que tanto as abordagens de ação quanto as furtivas geravam resultados satisfatórios, destacando as novas armas e equipamentos adicionados em relação ao jogo anterior. Tom Hoggins do The Daily Telegraph afirmou que o ritmo de The Old Blood era "excepcional", muito elogiando o ciclo de jogabilidade e a satisfação da violência, porém salientou que a inteligência artificial era errática, muitas vezes avistando o jogador a distância mas falhando em perceber que um companheiro foi abatido furtivamente ao seu lado.
A história teve uma recepção mais mista. Ray Carsillo da Electronic Gaming Monthly gostou das referências que The Old Blood fez a Return to Castle Wolfenstein e das ambientações, porém achou que não era tão original quanto The New Order e que o jogo desperdiçou muitas oportunidades de desenvolvimento de personagens. Chris Thursten da PC Gamer ficou decepcionado do quantos elementos da história de The Old Blood eram similares a The New Order, falando que o título era um "retrocesso criativo" que sobrevivia graças às boas fundações estabelecidas no jogo anterior. Justin McElroy da Polygon comentou que a história "não tem coração suficiente" para se comparar a seu predecessor, também lamentando a falta de desenvolvimento de personagens e que a inclusão de "zumbis nazistas" era um clichê. Chris Carter da Destructoid também falou da falta de desenvolvimento de personagens, mas gostou da atmosfera de filme B do jogo, da diferença de tom entre os dois jogos e do mistério sobre o trabalho de Schabbs. Já Jeremy Signor da GameSpot elogiou o personagem de Kessler e como ele difere de Blazkowicz ao usar panfletos como arma para enfrentar os nazistas, entretanto sentiu no geral que The Old Blood levantava muitos temas interessantes para abandoná-los logo em seguida para nunca desenvolvê-los.